# Andrea Ferris
Andrea Ferris Quintero (21 de setembre de 1987) és una atleta panamenya especialista en carreres de fons. Va ocupar el primer lloc en el rànquing mundial de l'Associació Internacional de Federacions d'Atletisme (IAAF per les seves sigles en anglès) en l'especialitat dels 800 metres plans l'any 2010. A més dels 800 metres plans, ha guanyat medalles en els 1500 metres i 3000 metres plans i amb obstacles.

## Competències en 2010

### IX Jocs Esportius Centreamericans

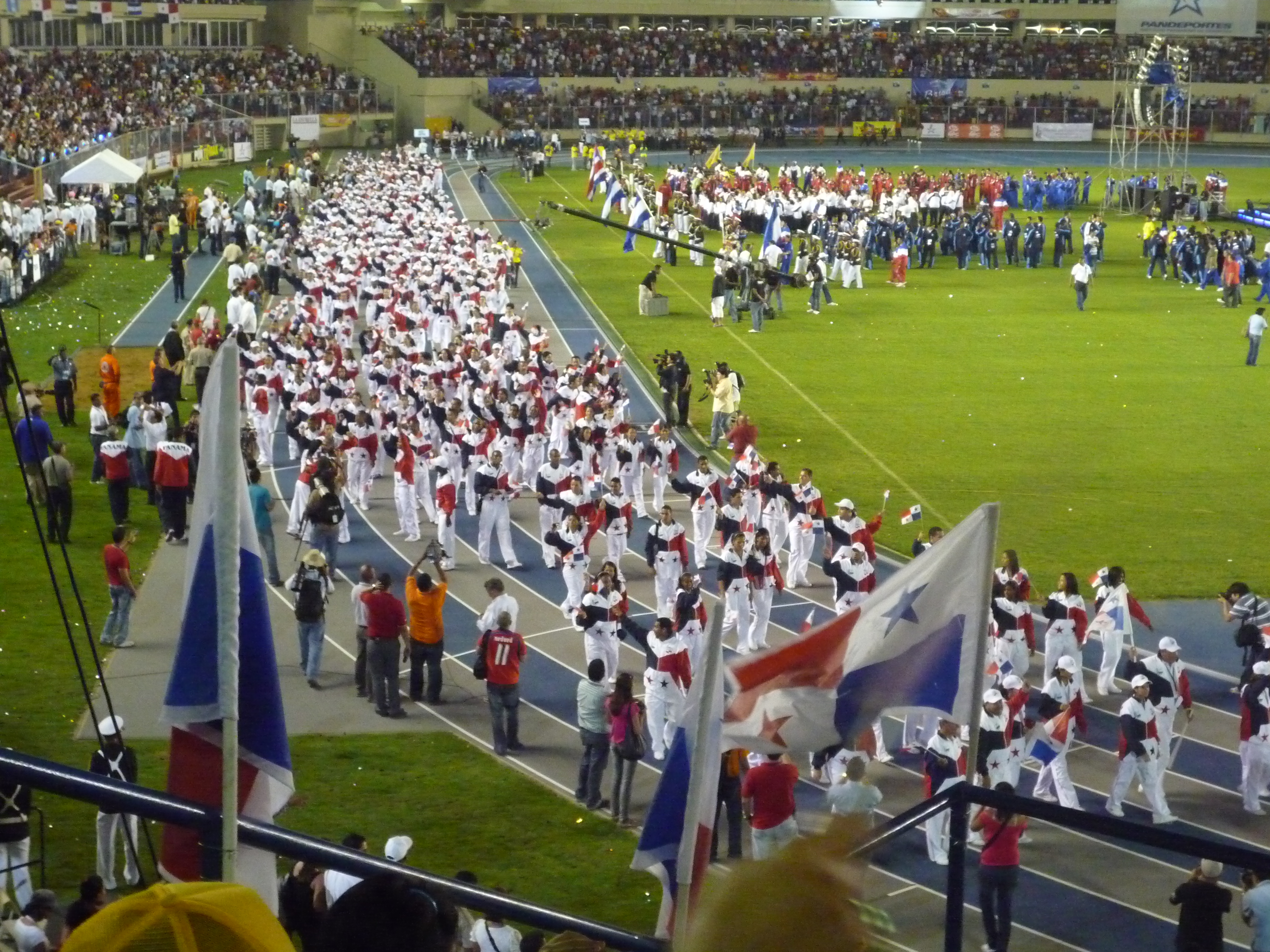
Delegació panamenya en els IX Jocs Esportius Centreamericans. Andrea Ferris va ser una de les més destacades atletes del grup panameny.

Andrea Ferris va tenir una actuació destacada en els IX Jocs Esportius Centreamericans, celebrats a la ciutat de Panamà l'any 2010. Va obtenir medalla d'or en els 800 metres plans amb un registre de 2:02.52 minuts, temps que va superar la marca vigent fins a aquest moment, pertanyent a la australiana Katherine Katsavenaris amb 2:03.04 minuts. No obstant això Ferris no va poder superar el rècord mundial d'aquesta especialitat que manté des de 1983 l'atleta txeca Jarmila Kratochvilava.
En els 1500 metres plans, Ferris obté la seva segona medalla d'or amb un temps de 4:18.38 minuts, implantant un nou rècord nacional i centreamericà en aquesta modalitat. En aquesta competència, la panamenya Rolanda Bell va obtenir medalla de plata amb temps de 4:26.09 minuts i la salvadorenca Gladis Landaverde amb temps de 4:26.58 minuts, va obtenir medalla de bronze.
En els 3000 metres amb obstacles Ferris obté la seva tercera medalla d'or en completar la prova amb temps de 10:13.20 minuts, establint un altre rècord nacional i centreamericà.
D'igual manera, Ferris va contribuir al triomf de Panamà en la competència de relleu de 4x400 metres en la qual l'equip va obtenir medalla d'or amb temps de 3:50.53 minuts. A més de Ferris, van participar en aquest equip les atletes Mardel Alvarado, Rolanda Bell i Yelena Alvear.
Els seus assoliments en aquests jocs li van merèixer el primer lloc en el rànquing mundial de la Federació Internacional d'Associacions Atlètiques (IAAF) en l'especialitat dels 800 metres plans.

### XIV Campionat Iberoamericà d'Atletisme

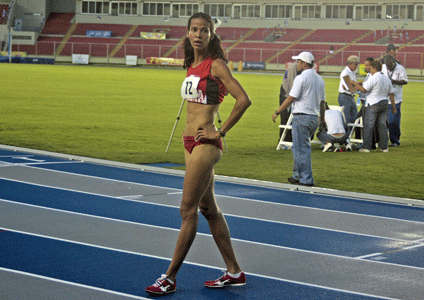
Andrea Ferris en un dels seus entrenaments.

En el XIV Campionat Iberoamericà d'Atletisme, celebrat en Sant Fernando, Cadis, Espanya Ferris obté l'única medalla d'or per a Panamà, en creuar la meta en els 800 metres amb temps de 2:02.86 minuts. En aquesta prova Ferris va superar a la cubana Rosemary Almanza que va marcar 2:03.03 minuts i a Indira Terrer amb temps de 2:03.24 minuts.

### XXI Jocs Centreamericans i del Carib
En els XXI Jocs Centreamericans i del Carib celebrats a Mayagüez, Puerto Rico en 2010, Andrea Ferris va competir en els 800 metres i els 1500 metres plans. En els 800 metres plans va obtenir medalla de plata amb temps de 2:04.16 minuts. En aquesta competència la colombiana Rosibel García va obtenir la medalla d'or amb temps de 2:03.77 minuts i la guyanesa Marian Burnett va obtenir medalla de bronze amb temps de 2:04.45 minuts. En els 1500 metres plans, Ferris va arribar de cinquena amb temps de 4:25.21 minuts.

### Altres competències
Al maig de 2010, Andrea Ferris va competir en Grand Prix d'Atletisme, realitzat en Belém, Brasil. En aquesta competència Ferris va creuar la línia de meta al mateix temps que la guaianesa Marian Burnett, als 2:02.78 minuts, per la qual cosa la guanyadora va ser declarada mitjançant "photofinish". Després d'analitzar la fotografia de les competidores creuant la línia de meta es va establir que la guanyadora de la medalla d'or era Andrea Ferris. La corredora de Etiòpia, Meskerem Assefa va obtenir la medalla de bronze amb un temps de 2.03.23 minuts.

## Competències en 2011

### Campionat Sud-americà d'Atletisme
En el Campionat Sud-americà d'Atletisme celebrat en Buenos Aires, Argentina, Ferris va guanyar medalla de plata per a Panamà, en acabar la competència amb temps de 2:05.13 minuts. La corredora veneçolana Rosibel García es va portar el primer lloc amb temps de 2.04.76 minuts.

## Competències en 2012
En el Grand Prix de Ponce en Puerto Rico, celebrat el 12 d'abril, va acabar amb 2:01.63 minuts, i va baixar la seva marca aconseguint un nou rècord nacional i centreamericà.

## Altres atletes en la seva família
La família Ferris és reconeguda a la ciutat de La Chorrera pel seu talent en els esports. Dels nou germans d'Andrea Ferris, cinc d'ells són atletes i posseeixen sengles marques nacionals. Tots entrenen en la pista de l'Escola Pedro Pablo Sánchez, en La Chorrera.
La seva germana, Francisca Ferris té des del 2007 el rècord nacional en 10 mil metres caminada i en 5 mil metres marxa, mentre que una altra de les seves germanes, María Ferris, té el rècord en els 3000 metres amb obstacles.